# 심판 (1999년 영화)
《심판》은 1999년에 개봉된 대한민국의 단편 독립 영화이다. 박찬욱이 감독을 맡았으며 당시 비디오유통제작업체인 영화마을의 제작 지원으로 완성된 작품이다.

## 줄거리
대형 참사로 얼굴이 심하게 훼손된 20대 여자의 시신이 안치된 병원 영안실. 죽은 여자를 앞에 두고 중년의 부부와, 장의사, 사고 담당 공무원이 서로 자신의 딸이라고 주장한다. 여기에 취재까지 뒤엉켜 난장판이 되어간다.

## 캐스트
- 기주봉 :장의사
- 고인배: 남편
- 권남희: 아내
- 박지일: 공무원
- 최학락: 기자
- 명순미: 딸

## 제작
- 각본/감독/제작: 박찬욱
- 촬영: 박현철
- 조명: 이석환,김태인
- 편집: 김상범

## 영화 정보
- 1999년 제4회 부산국제영화제 와이드 앵글 부문에서 상영되었다.[1]